# Čoltovo
Čoltovo és un poble i municipi d'Eslovàquia. Es troba a la regió de Košice, a l'est del país.

## Història
La primera referència escrita de la vila data del 1291.

## Demografia
| Godina             | 1994 | 2004    | 2014   | 2024   |
| ------------------ | ---- | ------- | ------ | ------ |
| Nombre de persones | 421  | 470     | 484    | 470    |
| Diferència         |      | +11,63% | +2,97% | −2,89% |

| Godina             | 2023 | 2024 |
| ------------------ | ---- | ---- |
| Nombre de persones | 470  | 470  |
| Diferència         |      | +0%  |